# 한국신용평가
한국신용평가(Korea Investors Service)는 대한민국의 신용평가기관이다. 1985년 설립되었고 2001년 Moody's 계열사로 편입되었다.